# Alfons Mayer
Alfons Mayer (* 1. Februar 1938 in Weiler im Allgäu, Deutsches Reich; † 2. November 2021 in Kitchener, Ontario) war ein kanadischer Sportschütze. 

## Karriere
Alfons Mayer gewann bei den Panamerikanischen Spielen 1967 in Winnipeg Gold im Kleinkalibergewehr-Einzel und Silber im Mannschaftswettkampf. Bei den Olympischen Spielen 1968 belegte er im 50 m Kleinkalibergewehr Dreistellungskampf den 38. Platz. Drei Jahre später folgten bei seinen zweiten Panamerikanischen Spielen in Cali zwei Bronzemedaillen. Bei den Olympischen Spielen 1972 in München nahm Mayer sowohl im 50 m Kleinkalibergewehr Dreistellungskampf als auch im Wettkampf über 50 m liegend teil. 1975, 1979 und 1983 folgten zwei weitere Silber- und drei Bronzemedaillen bei Panamerikanischen Spielen, dabei unter anderem eine Silbermedaille im Mannschaftswettkampf mit dem Luftgewehr 1983.